# American VI: Ain’t No Grave
American VI: Ain’t No Grave ist das sechste und letzte Musikalbum in der American-Recordings-Serie des Country-Sängers Johnny Cash. Das von Rick Rubin produzierte Studioalbum erschien posthum im Februar 2010 bei American Recordings.
Das Album erreichte in den USA Platz drei der Billboard 200 und Platz zwei der Country-Album-Charts. In Deutschland belegte es Platz drei der Album-Charts, in Österreich Platz eins. 

## Aufnahmen
Die Aufnahmen zum Album entstanden in derselben Session wie das Vorgängeralbum American V: A Hundred Highways. Alle Songs wurden zwischen dem Tod seiner Frau June im Mai bis zu Cashs Tod im September 2003 aufgenommen, als er schwer krank und bereits fast blind war und im Rollstuhl saß.
Die Songs handeln von Schmerz, Vergänglichkeit und Erlösung; es sind erneut überwiegend Coverversionen, unter anderem von Songs seiner Freunde Sheryl Crow und Kris Kristofferson und anderen Country-Stars wie Hank Snow und Porter Wagoner. Ergänzt wird das Album von Cashs bis dahin unveröffentlichter Eigenkomposition I Corinthians 15:55. Das Cover zeigt Cash als kleinen Jungen.

## Titelliste
1. Ain’t No Grave (Gonna Hold This Body Down) (Claude Ely) – 2:53
Originalaufnahme von Ely, 1953.
2. Redemption Day (Sheryl Crow) – 4:22
 Originalaufnahme von Crow, 1996.
3. For the Good Times (Kris Kristofferson) – 3:22
 Originalaufnahme von Kristofferson, 1970.
4. I Corinthians 15:55 (Johnny Cash) – 3:38
5. Can’t Help But Wonder Where I'm Bound (Tom Paxton) – 3:26
 Originalaufnahme von Paxton, 1964.
6. A Satisfied Mind (Red Hayes, Jack Rhodes) – 2:48
 Originalaufnahme von Porter Wagoner, 1955.
7. I Don't Hurt Anymore (Don Robertson, Walter E. Rollins) – 2:45
 Originalaufnahme von Hank Snow, 1954.
8. Cool Water (Bob Nolan) – 2:53
Geschrieben von Nolan 1936; bekannteste Aufnahme von The Sons of the Pioneers, 1948.
9. Last Night I Had the Strangest Dream (Ed McCurdy) – 3:14
 Originalaufnahme von McCurdy, 1950.
10. Aloha Oe (Liliʻuokalani) – 3:00
Geschrieben von Liliʻuokalani, 1877; unter anderem aufgenommen von Elvis Presley, 1961.

## Rezeption
Daniel Straub von laut.de schreibt:

„Die Eindringlichkeit und Authentizität, die er mit seiner Stimme in die Songs legt, bleiben einzigartig und zeigen einmal mehr, warum der Mann zurecht als einer der größten Sänger in der Geschichte des Pop Würdigung erfährt.“

Sophie Bischoff von motor.de sagt:

„Nicht zuletzt beeinträchtigt durch seinen geschwächten körperlichen Zustand, hat Cashs Stimme auf dem aktuellen Album zwar an Kraft, nicht aber an Gewalt verloren. Seine atemberaubende Präsenz kommt dem Musiker auch angesichts des eigenen Todes nicht abhanden. Nicht Angst oder Trauer, sondern die Lust am Ende, am Beenden und an der Vergänglichkeit zeichnet die Interpretation der ausgewählten Songs aus.“

Oliver Ding von plattentests.de analysiert, dass sich die eingesetzten Musiker nie nach vorne drängeln, sondern „kunstvolle Sparsamkeit spenden“. Cashs Zuversicht wachse über das erlebte Leid hinaus, seine Stimme sei von „brüchiger Inbrunst“. Im Mittelpunkt stehe der Sänger wie die massive Eiche. Von Stürmen zernarbt und von Blitzeinschlägen gezeichnet, aber Wind und Wetter könnten ihr dennoch nichts anhaben.